# Réflexe optico-palpébral
Le réflexe optico-palpébral ou réflexe de menace est l'une des trois formes de réflexe de clignement des yeux. Il se produit en réponse à l'approche rapide d'un objet dans le champ visuel ou une vive lumière. 
Les autres sont le réflexe cornéen et le réflexe produit par un son puissant.

## Description
Le réflexe comprend le clignement des paupières, afin de protéger les yeux d'éventuels dommages, mais peut également inclure une rotation de la tête, du cou ou même du tronc en s'écartant du stimulus optique ayant déclenché le réflexe.

## Tests diagnostiques
La stimulation du réflexe de menace est utilisée comme procédure de diagnostic en médecine vétérinaire, afin de déterminer si le système visuel d'un animal, en particulier le nerf cortical, a subi une atteinte nerveuse. Les dommages corticaux, en particulier les lésions cérébrales, peuvent entraîner la perte du réflexe de menace tout en laissant les autres réflexes de clignement inchangés.
La présence ou l'absence du réflexe de menace, en combinaison avec d'autres réflexes, indique le lieu du dommage. Par exemple, un animal atteint de polioencéphalomalacie n'aura pas le réflexe de menace, mais aura toujours le réflexe pupillaire. La polioencéphalomalacie endommage le cortex visuel, altérant le réflexe de menace, mais laisse le nerf optique, le noyau oculomoteur et le nerf oculomoteur intacts, laissant le réflexe lumineux pupillaire inchangé. À l'opposé, un animal atteint d'hypovitaminose oculaire A souffrira d'une dégénérescence du nerf optique, et un tel animal présente un manque des deux réflexes.
Tester le réflexe de menace doit être fait avec précaution. Agitant un objet près des yeux ou du visage d'un animal ne démontre pas nécessairement un réflexe de menace fonctionnel, en partie parce que l'animal peut détecter de tels objets et y réagir via des sens autres que la vue. Les tests cliniques du réflexe de menace impliquent généralement des précautions telles que le fait d'agiter un objet derrière une feuille de verre, de manière à protéger l'animal de tout courant d'air causé par le mouvement de l'objet dans l'air, qu'il pourrait autrement ressentir. De telles réactions aux stimuli non visuels sont une cause répandue de faux positifs et de faux négatifs lorsque les propriétaires d'animaux testent la présence du réflexe de menace sur leurs propres animaux.
La voie neurale du réflexe de menace comprend les nerfs optique (II) et facial (VII). Il est transmis par des fibres tecto-bulbaires dans les colliculi supérieurs du mésencéphale passant du tractus optique aux noyaux accessoires, puis à la moelle épinière et aux motoneurones inférieurs qui innervent les muscles de la tête, du cou et du corps affectés par le réflexe. Le nerf facial est activé par une voie cortico-tecto-ponto-cérébelleuse.